# M20 (Groot-Brittannië)
De M20 is een autosnelweg in Engeland.
De weg loopt vanaf de M25, de ring van Londen, door het graafschap Kent tot Folkestone, en zorgt zo voor een verbinding naar de Kanaaltunnel en via de A20 naar de haven van Dover.
De weg is 81,4 kilometer lang en loopt in noordwest-zuidoostelijke richting.
De Europese weg 15 loopt over het traject van de M20.
De autosnelweg werd in verschillende delen opgeleverd tussen 1960 en 1981. De aansluiting met de Kanaaltunnel werd in 1991 opgeleverd, de verbinding met Dover in 1993.

Groot-Brittannië:
M1 · M2 · M3 · M4 · M5 · M6 · M6 Toll · M8 · M9 · M10 · M11 · M18 · M20 · M23 · M25 · M26 · M27 · M32 · M40 · M42 · M45 · M48 · M49 · M50 · M53 · M54 · M55 · M56 · M57 · M58 · M60 · M61 · M62 · M65 · M66 · M67 · M69 · M73 · M74 · M77 · M80 · M90 · M180 · M181 · M271 · M275 · M602 · M606 · M621 · M876 · M898
A1(M) · A3(M) · A38(M) · A48(M) · A57(M) · A58(M) · A64(M) · A66(M) · A74(M) · A167(M) · A194(M) · A308(M) · A329(M) · A404(M) · A601(M) · A627(M) · A823(M)
Noord-Ierland:
M1 · M2 · M3 · M5 · M12 · M22 · A8(M)